# Дельта Малого Коня
Дельта Малого Коня (δ Малого Коня, Delta Equulei, δ Equulei, сокращ. del Equ, δ Equ) — двойная звезда в созвездии Малый Конь. Дельта Малого Коня имеет видимую звёздную величину +4.49m, и, согласно шкале Бортля, видна невооружённым глазом даже на городском небе (англ. City sky).
Из измерений параллакса, полученных во время миссии Hipparcos, известно, что звезда удалена примерно на 59,4 св. лет (18,2 пк) от Земли. Звезда наблюдается севернее 80° ю. ш., то есть, видна практически на всей территории обитаемой Земли, за исключением приполярных областей Антарктиды. Лучшее время для наблюдения — август.
Дельта Малого Коня движется с несколько большей скоростью относительно Солнца, чем остальные звёзды: её радиальная гелиоцентрическая скорость: −15 км/с, что на 50 % больше скорости местных звёзд Галактического диска, а также это значит, что звезда приближается к Солнцу. Звезда движется по небосводу на юго-восток.

## Имя звезды
Дельта Малого Коня (латинизированный вариант Delta Equulei) является обозначением Байера, данным им звезде в 1603 году. Хотя звезда и имеет обозначение дельта (4-я буква греческого алфавита), однако сама звезда — 2-я по яркости в созвездии. У звезды также есть обозначение, данное Флемстидом — 7 Малого Коня (лат. 7 Equulei).

## Свойства двойной звезды
Дельта Малого Коня — это близкая пара практически одинаковых звёзд, своего рода двойное Солнце, которая может быть исследована спектрографами, как спектрально-двойная звезда и с помощью телескопов как обычная двойная звезда. В телескоп видно, что это две звезды, блеск которых +5,19m и +5,22m.
Обе звезды отдалены друг от друга на угловое расстояние в 0,232 ", что соответствует большой полуоси орбиты, по крайней мере, 4,81 а.е. и периоду обращаения, по крайней мере, 5,7 лет (для сравнения радиус орбиты Юпитера равен 5,2 а.е. и период обращения равен 11,86 лет). Эксцентриситет системы весьма велик и составляет 0,44. Звёзды, то расходятся на расстояние 6,9 а.е., то сходятся на расстояние 2,7 а.е. Наклонение орбиты тоже очень большое и составляет 99,4 °, то есть система практически «лежит на боку» и к тому же вращается по ретроградной орбите, как это видится с Земли.
Если мы будем смотреть со стороны дельты Малого Коня A на дельту Малого Коня B в периастре, то мы снова увидим жёлто-белую звезду, которая светит с яркостью −25.28m, то есть с яркостью 0,27 светимости нашего Солнца. Причём угловой размер звезды будет — 0,26°, то есть в 2 раза меньше Солнца, поскольку угловой диаметр последнего — 0,5°. С другой стороны, если мы будем смотреть со стороны дельты Малого Коня A на дельту Малого Коня B в апоастре, то мы увидим жёлто-белую звезду, которая светит с яркостью −23.34m, то есть с яркостью 4,5 % от светимости нашего Солнца. Причём угловой размер звезды будет — 0,1°, то есть в 5 раза меньше Солнца. Поскольку обе звезды имеют почти равную светимость, то практически такую же картину мы увидим, если мы будем смотреть из окрестностей дельты Малого Коня B на звезду дельта Малого Коня A. Планета может находиться на стабильной 37-летней орбите, на расстоянии не менее 16 а.е., то есть несколько ближе той орбита, где в Солнечной системе находится Уран, чья большая полуось, равна 19,22 а.е.
Возраст системы дельты Малого Коня довольно большой и составляет 3,0 млрд..
Обе звезды являются карликами спектрального класса F7V, что указывает на то, что водород в ядре звезды служит ядерным «топливом», то есть звезда находится на главной последовательности. Звезды излучают энергию со своей внешней атмосферы при одинаковых эффективных температурых около 6200, что придаёт им характерный бело-жёлтый цвет звезды спектрального класса F.
Массы звёзд обычны для карликов и составляют 1,192 {\displaystyle M_{\bigodot }} и 1,187 {\displaystyle M_{\bigodot }}. В связи с небольшим расстоянием до звёзд их радиусы могут быть измерены непосредственно и первая такая попытка была сделана в 1922 году. Угловой размер звезды тогда был оценён в 1,2 mas, а это значит, что на таком расстоянии абсолютный радиус дельты Малого Коня был оценён на 10 % больше радиуса Солнца. При последующих измерениях радиус компонента A был оценён на 10 % больше радиуса Солнца, а радиус компонента B был оценён равным радиусу Солнца. Однако, в настоящее время считается, что их радиусы несколько больше радиуса Солнца и составляют 1,3 {\displaystyle R_{\bigodot }} и 1,25 {\displaystyle R_{\bigodot }}, соответственно. Также обе звезды светят в 2 раза ярче нашего Солнца, их светимость составляет 2,25 {\displaystyle L_{\bigodot }} и 2,07 {\displaystyle L_{\bigodot }}, соответственно. Для того, чтобы планета, аналогичная нашей Земле, получала примерно столько же энергии, сколько она получает от Солнца, их надо было бы поместить на расстоянии 1,5 а. е., то есть примерно на орбиту Марса. Причём с такого расстояния обе звезды системы дельты Малого Коня выглядели бы почти на 8-12 % меньше нашего Солнца, каким мы его видим с Земли — 0,44°-0,46° (угловой диаметр нашего Солнца — 0,5°). Однако это всё теоретически, поскольку система дельты Малого Коня двойная в ней существуют большие гравитационные возмущения, и поэтому стабильные орбиты у обеих звёзд могут существовать, только на расстоянии меньше, чем 0,66 а. е..

## История изучения кратности звезды
Уильям Гершель определил дельту Малого Коня как широкую двоичную систему, прибавив компонент, который мы сегодня называем AB-C. В. Я. Струве позже полагал, что это звезда не входит в систему дельты Малого Коня и является просто оптически двойной звездой и звезда вошла в каталоги как STT 535, компонент AB. Однако его сын О. В. Струве, проводя последующие наблюдения в 1852 году, обнаружил, что, хотя разделение компонентов оптической двойной звезды продолжало увеличиваться, всё-таки сама система дельты Малого Коня оказалась гораздо более компактной двойной системой, то есть он открыт компонент AB. Также им был включён третий компонент, открытый ещё Гершелем и вся система вошла в каталоги как STF2777. Уильям Хасси около 1900 года в Ликской обсерватория, впервые правильно определил орбитальный период в 5,7 лет, однако другие элементы орбиты все ещё значительно отличались от современных значений. В результате дельта Малого Коня заменила предыдущего «рекордсмена» каппу Пегаса как двойную звезду с самым коротким известным орбитальным периодом (11,6 года). Полные правильные элементы орбиты были позже вычислены Виллемом Лейтеном и опубликованы в 1934 году. Со временем дополнительные визуальные и спектроскопические наблюдения уточнили эти результаты. Согласно Вашингтонскому каталогу визуально-двойных звёзд, параметры этих компонентов приведены в таблице:
| Компонент | Год  | Количество измерений | Позиционный угол | Угловое расстояние | Видимая звёздная величина 1 компонента | Видимая звёздная величина 2 компонента |
| AB        | 1852 | 508                  | —                | —                  | 5.19m                                  | 5.22m                                  |
| AB-C      | 1781 | 91                   | 78°              | 19.5″              | 4.49m                                  | 10.17m                                 |
| AB-C      | 1830 | 91                   | 39°              | 27.4″              | 4.49m                                  | 10.17m                                 |
| AB-C      | 1925 | 91                   | 14°              | 47.8″              | 4.49m                                  | 10.17m                                 |
| AB-C      | 2016 | 91                   | 6°               | 76.50″             | 4.49m                                  | 10.17m                                 |

Обобщая все сведения о звезде, можно сказать, что у звезды дельта Малого Коня есть спутник пятой величины, находящийся на очень малом угловом расстоянии, которое он сохраняет в течение последних почти 200 лет и он, несомненно, настоящий компаньон. Рядом находится компонент «C» (компонент AB-C), звезда 10-й величины, которая просто лежит на линии прямой видимости на расстоянии, судя по параллаксу, 1108 св. лет. Сама звезда известна под именем UCAC2 35491293.

## Ближайшее окружение звезды
Следующие звёздные системы находятся на расстоянии в пределах 20 световых лет от звезды дельта Малого Коня (включены только: самая близкая звезда, самые яркие (<6,5m) и примечательные звёзды). Их спектральные классы приведены на фоне цвета этих классов (эти цвета взяты из названий спектральных типов и не соответствуют наблюдаемым цветам звёзд):
| Звезда    | Спектральный класс | Расстояние, св. лет |
| Глизе 824 | K8 III             | 7.57                |
| HN Пегаса | G0 III-IV          | 9.17                |
| 15 Стрелы | G1 V               | 19.12               |

Рядом со звездой, на расстоянии 20 световых лет, есть ещё порядка 20 красных, оранжевых карликов и жёлтых карликов спектрального класса G, K и M, а также 2 белых карлика, которые в список не попали.